# Лугови (Шамац)
Лугови су насељено мјесто у општини Шамац, Република Српска, БиХ.

## Становништво
| Демографија | Демографија | Демографија |
| Година      | Становника  | Становника  |
| ----------- | ----------- | ----------- |
| 2013.       | 445         |             |